# The age of science and enlightenment
The age of science and enlightenment is een studioalbum van Karda Estra. Die muziekgroep maakte tot dan toe een soort klassieke muziek in een moderne variant. The age wijkt daarvan af en valt in sommige titels in het genre symfonische/progressieve rock. Uit de elektronica wordt een volle orkestklank gehaald. De opnamen namen relatief lang in beslag, het album werd in twee jaar opgenomen in Wilemans eigen Twenty First geluidsstudio.

## Musici
- Richard Wileman – alle muziekinstrumenten

Behalve
- Ileesha Bailey – zang
- Helen Dearnley – viool
- Caron Hansford – hobo, althobo
- Zoe Josey (voorheen King) – dwarsfluit, sopraansaxofoon, altsaxofoon

## Muziek
| Nr. | Titel                                           | Duur |
| --- | ----------------------------------------------- | ---- |
| 1.  | Talos                                           | 4:25 |
| 2.  | Carmilla                                        | 4:39 |
| 3.  | Am I dreaming you? Are you dreaming me?         | 6:01 |
| 4.  | The age of science and enlightenment            | 4:50 |
| 5.  | The return of John Deth: The red room           | 5:39 |
| 6.  | The return of John Deth: Bones in the moonlight | 8;12 |
| 7.  | The return of John Deth: Nocturne macabre       | 2:05 |
| 8.  | Second star                                     | 7:25 |